# 伊瓜克湖
5°38′34″N 73°33′53″W / 5.64278°N 73.56472°W

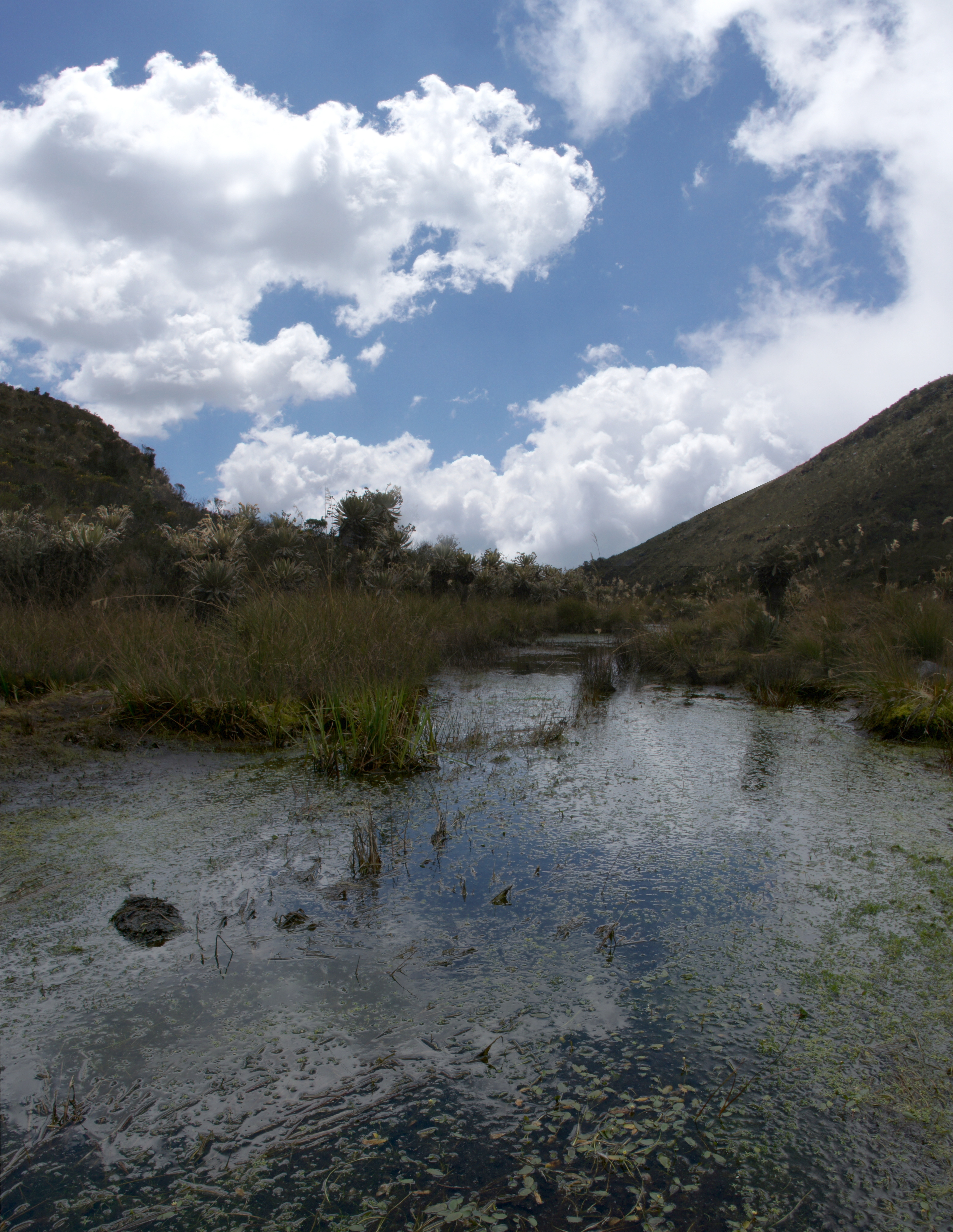

伊瓜克湖是哥倫比亞的湖泊，由博亞卡省負責管轄，面積6.75平方公里，海拔高度約3,800米，最大水深5.2米，該湖和鄰近地區在1977年被劃為國家公園範圍。